# Rafael Valenzuela
Rafael Valenzuela Marin est un ancien arbitre mexicain de football des années 1960.

## Carrière
Il a officié dans une compétition majeure : 
- JO 1964 (1 match)